# دیوی گراهام
دِیوی گراهام (انگلیسی: Davey Graham؛ ۲۶ نوامبر ۱۹۴۰ – ۱۵ دسامبر ۲۰۰۸) گیتارنواز و موسیقی‌دان اهل بریتانیا و از تأثیرگذارترین چهره‌های فولک متجدد بریتانیا (British folk revival) در دهه ۱۹۶۰ میلادی بود. شیوهٔ گیتارنوازی آکوستیک او با انگشت، بر بسیاری از بزرگان موسیقی فولک مانند برت یانش، ویز جونز، جان رنبورن، مارتین کارتی، جان مارتین، پل سایمون و جیمی پیج تأثیر گذاشت.
قطعهٔ بی‌کلام آکوستیکش، «انجی» (Anji) شهرت بسیار دارد.